# Großaltenstädten
Großaltenstädten ist ein Ortsteil der Gemeinde Hohenahr im mittelhessischen Lahn-Dill-Kreis.

## Geographie
Großaltenstädten liegt im Gladenbacher Bergland. Durch den Ort fließt der Stadterbach, der jedoch überwiegend als Krausebach – benannt nach einem zwischen Großaltenstädten und Mudersbach gelegenen Waldstück namens Kräus – bezeichnet wird.

## Geschichte

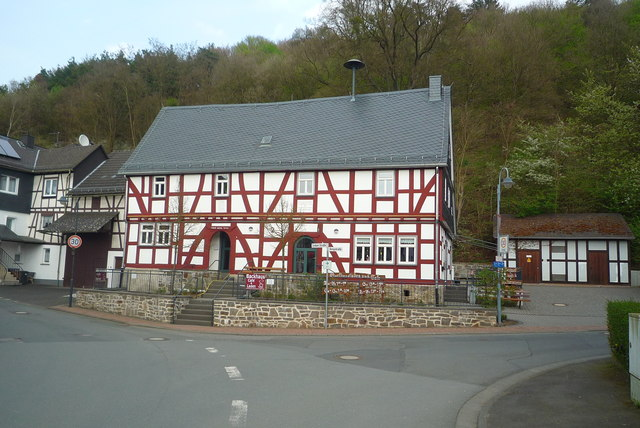
Historisches Rat- und Backhaus mit Dorfladen, Café und Heimatmuseum

### Ortsgeschichte
Die Landschaft des oberen Aartals um die sehr alten Orte Ahrdt, Erda und Altenkirchen war in fränkischer Zeit altes Reichsgut. Die Zehnten gehörten hier im Hochmittelalter dem Bistum Speyer. Von den genannten Orten aus erfolgte die weitere Besiedlung der Gegend. Großaltenstädten dürfte der nächsten Phase des Landesausbaus angehören.
Die älteste bekannte schriftliche Erwähnung von Großaltenstädten erfolgte im Jahr 1279 unter dem Namen Aldynstedin, die der Kirche im Jahr 1310.
Im Mittelalter wurden die Speyrer Lehen nach und nach durch das Haus Solms erworben, wodurch es diesem gelang, in dem genannten Gebiet die Landesherrschaft zu erringen, die sie sich jedoch ab 1351 mit den Landgrafen von Hessen teilen mussten. Großaltenstädten lag damit für die nächsten Jahrhunderte im gemeinsamen Einflussbereich von Hessen und Solms. Als das gemeinschaftlich verwaltete Gebiet 1629 aufgeteilt wurde, wurde Großaltenstädten ganz dem Haus Solms-Hohensolms (ab 1718 Solms-Hohensolms-Lich) zugeschlagen und dem Amt Hohensolms zugeordnet. Es stand unter der Leibeigenschaft und war zunächst den hessischen Landgrafen sowie den Grafen von Solms, ab 1629 dann nur noch den Grafen von Solms frondienst- und abgabenpflichtig, bis es 1806 an Nassau und 1815 an Preußen kam.
Folgenreich für die Entwicklung des Ortes war der Dreißigjährige Krieg. In den Kriegen des französischen Königs Ludwig XIV. durchzog der Große Kurfürst mit einer Armee von 40.000 Mann das Solmser Land. Am 9. Dezember 1672 logierte er persönlich in Großaltenstädten.
Im Siebenjährigen Krieg plünderten 1761 die Franzosen das Dorf. Einquartierungen brachten auch die Revolutionskriege, die napoleonischen Kriege und die Befreiungskriege. So lagen 1806 Franzosen und von 1813 bis 1815 Russen im Dorf.

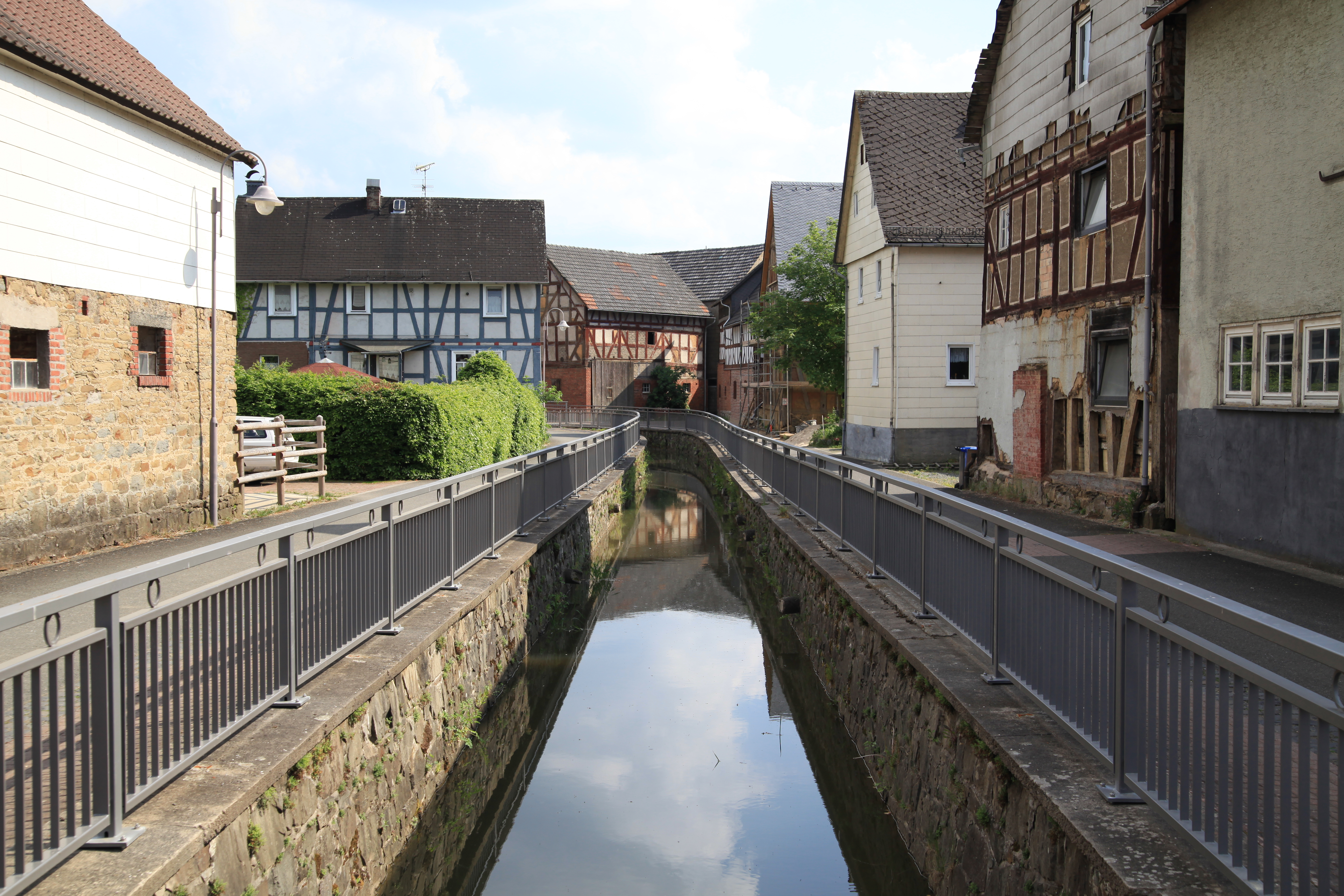
Der Stadterbach in Großaltenstädten

Das Dorf war bis ins 20. Jahrhundert hinein überwiegend landwirtschaftlich geprägt. Mehrere Mühlen, die zumeist vom Wasser des Stadterbaches angetrieben wurden, verarbeiteten das von den Bauern angebaute Getreide zu Mehl. Von diesen existiert heute nur noch die schon 1721 erwähnte Pfeffermühle. Eine weitere Mühle hat früher einmal auf dem Gelände des Hauses Weiherweg 4 gestanden, wo noch nach dem Zweiten Weltkrieg der Mühlgraben zu erkennen war. Daneben hat es im heutigen Haus Heidestraße 16 im 19. Jahrhundert eine von Hand getriebene Mühle für Grütze (Hafer, Gerste) gegeben. Diese Grützmühle wurde bei einem Neubau im Jahre 1873 nochmals erneuert. 1912 wurde das mittlerweile über zwei Stockwerke reichende Mühlengebäude dann abgerissen und die Fläche zu Wohnraum umgenutzt.
1721 wird auch bereits eine Ziegelhütte erwähnt, die etwa zwischen der Pfeffermühle und dem Dorf gestanden haben muss. Das Bergwerk Carlsgrube lieferte schon 1736 Kupfererze. Großaltenstädten galt in der Vergangenheit als ein im Vergleich zu den Nachbarorten wohlhabendes Dorf. Seinen Niederschlag fand dies in einer bemerkenswerten Anzahl qualitativ hochwertiger Fachwerkbauten aus dem 16. bis 19. Jahrhundert. Bedeutendstes Gebäude ist das ehemalige Rathaus von 1579, das 1925 um einen Anbau in gleicher Bauweise erweitert wurde. Es diente zeitweise auch als Schule. 1763 erhielt es einen Gemeindebackofen.
Über den Krausebach führte einst eine Brücke. Sie war aus starken Eichenholzbalken gefertigt und hatte ein weit überragendes Strohdach. Auf beiden Seiten mit Sitzgelegenheiten ausgestattet, diente sie oft als auch als Versammlungsort, etwa für den Gemeinderat. Auf dem Bodenbalkenwerk lagerten die Feuerleitern und Feuerhaken, unter dem Dach die Hürden des Schafspferchs. Den Kindern bot sie einen schönen Spielplatz. Die im Gebälk befindliche Jahreszahl 1601 wies wohl auf die Erbauung dieses kunsthistorisch interessanten Bauwerks hin, von dem es in der ganzen preußischen Rheinprovinz nur noch ein vergleichbares gab. 1899 wurde sie abgerissen, weil die Tragbalken an der Unterseite morsch geworden waren und durch eine unscheinbare neue Brücke ersetzt.
Am Abend des 23. August 1798 löste ein Blitzschlag einen Großbrand in dem damals noch weit überwiegend mit Strohdächern gedeckten Ort aus, bei dem 12 Gehöfte abbrannten. Hiervon war insbesondere der südliche Bereich der heutigen Heide- und Bachstraße betroffen. Bis in die zweite Hälfte des 20. Jahrhunderts wurde aus diesem Anlass alljährlich am 24. August ein Gedenktag mit Gottesdienst gehalten.
Während des Zweiten Weltkrieges wurde bei einem Luftangriff im Frühjahr 1944 der Bereich um das Rathaus beschossen.
1946 führte die Einquartierung von 95 Heimatvertriebenen aus dem Sudetenland zu einem starken Bevölkerungswachstum.
1950/51 erfolgte die Regulierung des Krausebachs im Ortskern durch den Bau von Einfassungen aus Bruchsteinmauern mit mehreren Brücken. 1951/52 wurden die Dorfstraßen erstmals mit einer Teerdecke versehen.
1958 errichtete die Gemeinde eine neue Schule.
1961 wurde südöstlich des Ortes ein Freibad in Betrieb genommen.
1966 wurde die Schule aufgelöst und 1971 wurde in dem Gebäude ein Dorfgemeinschaftshaus eingerichtet.
1972 wurde Großaltenstädten Teil der neu gebildeten Großgemeinde Hohenahr.
1966 wurde ein evangelisches Gemeindehaus gebaut.
Bis 1995 besaß der Ort eine eigenständige Spar- und Darlehenskasse.
Im Rahmen des von 2001 bis 2011 durchgeführten Dorferneuerungsprogramms wurden zahlreiche Gebäude saniert. Dabei wurde im ehemaligen Rathaus von 1579 neben einem Dorfladen und einem Dorfcafé auch das Museum des Heimat- und Kulturvereins Hohenahr eingerichtet.
Hessische Gebietsreform (1970–1977)
Im Zuge der Gebietsreform in Hessen wurde die bis dahin selbstständige Gemeinde Großaltenstädten zum 1. Juli 1972 auf freiwilliger Basis in die Gemeinde Hohenahr eingegliedert. Für Großaltenstädten wurde wie für die übrigen Ortsteile ein Ortsbezirk mit Ortsbeirat und Gemeindevorsteher errichtet. Sitz der Gemeindeverwaltung blieb der Ortsteil Erda.

### Verwaltungsgeschichte im Überblick
Die folgende Liste zeigt die Staaten und Verwaltungseinheiten, denen Großaltenstädten angehört(e):
- 1294: Aldynstedin
- vor 1351: Heiliges Römisches Reich, Haus Solms (Gemeinsamer Besitz der Linien Solms-Braunfels, Solms-Burgsolms und Solms-Königsberg)
- ab 1351: Heiliges Römisches Reich, Grafschaften Solms-Braunfels, Solms-Burgsolms und Landgrafschaft Hessen
- ab 1415: Heiliges Römisches Reich, Grafschaft Solms-Braunfels und Landgrafschaft Hessen, Gemeinschaftliches Amt Hohensolms und Königsberg
- ab 1432: Heiliges Römisches Reich, Grafschaft Solms-Lich in verschiedenen Teilungskonstellationen und Landgrafschaft Hessen, Gemeinschaftliches Amt Hohensolms und Königsberg
- 1567–1604: Heiliges Römisches Reich, Grafschaft Solms-Lich in verschiedenen Teilungskonstellationen und Landgrafschaft Hessen-Marburg, Gemeinschaftliches Amt Hohensolms und Königsberg[19]
- 1604–1648: hessischer Anteil strittig zwischen Landgrafschaft Hessen-Darmstadt und Landgrafschaft Hessen-Kassel (Hessenkrieg)
- ab 1604: Heiliges Römisches Reich, Landgrafschaft Hessen(-Darmstadt) (4/8), Grafschaften Solms-Hohensolms (3/8) und Solms-Lich (1/8), Gemeinschaftsamt Hohensolms und Königsberg
- ab 1629: Heiliges Römisches Reich, Grafschaft Solms-Hohensolms (3/4) und Grafschaft Solms-Lich (1/4), Amt Hohensolms[20]
- ab 1718: Heiliges Römisches Reich, Grafschaft Solms-Hohensolms-Lich, Amt Hohensolms
- ab 1792: Heiliges Römisches Reich, Fürstentum Solms-Hohensolms-Lich, Amt Hohensolms
- ab 1806: Herzogtum Nassau,[Anm. 2] Amt Hohensolms[Anm. 3]
- ab 1816: Königreich Preußen,[Anm. 4] Provinz Großherzogtum Niederrhein, Regierungsbezirk Koblenz, Kreis Braunfels, Amtsbürgermeisterei Hohensolms
- ab 1822: Königreich Preußen, Rheinprovinz, Regierungsbezirk Koblenz, Kreis Wetzlar, Amtsbürgermeisterei Hohensolms[Anm. 5]
- ab 1866: Norddeutscher Bund,[Anm. 6] Königreich Preußen, Rheinprovinz, Regierungsbezirk Koblenz, Kreis Wetzlar, Amtsbürgermeisterei Hohensolms
- ab 1871: Deutsches Reich, Königreich Preußen, Rheinprovinz, Regierungsbezirk Koblenz, Kreis Wetzlar, Amtsbürgermeisterei Hohensolms
- ab 1918: Deutsches Reich (Weimarer Republik), Freistaat Preußen, Rheinprovinz, Regierungsbezirk Koblenz, Kreis Wetzlar, Amtsbürgermeisterei Hohensolms
- ab 1932: Deutsches Reich, Freistaat Preußen, Provinz Hessen-Nassau, Regierungsbezirk Wiesbaden, Landkreis Wetzlar
- ab 1944: Deutsches Reich, Freistaat Preußen, Provinz Nassau, Landkreis Wetzlar
- ab 1945: Amerikanische Besatzungszone,[Anm. 7] Groß-Hessen, Regierungsbezirk Wiesbaden, Landkreis Wetzlar
- ab 1946: Amerikanische Besatzungszone, Land Hessen, Regierungsbezirk Wiesbaden, Landkreis Wetzlar
- ab 1949: Bundesrepublik Deutschland, Land Hessen, Regierungsbezirk Wiesbaden, Landkreis Wetzlar
- ab 1968: Bundesrepublik Deutschland, Land Hessen, Regierungsbezirk Darmstadt, Landkreis Wetzlar
- ab 1972: Bundesrepublik Deutschland, Land Hessen, Regierungsbezirk Darmstadt, Landkreis Wetzlar, Gemeinde Hohenahr[Anm. 8]
- ab 1977: Bundesrepublik Deutschland, Land Hessen, Regierungsbezirk Darmstadt, Lahn-Dill-Kreis, Gemeinde Hohenahr
- ab 1981: Bundesrepublik Deutschland, Land Hessen, Regierungsbezirk Gießen, Lahn-Dill-Kreis, Gemeinde Hohenahr

### Einwohnerentwicklung
| Großaltenstädten: Einwohnerzahlen von 1834 bis 2018 | Großaltenstädten: Einwohnerzahlen von 1834 bis 2018 | Großaltenstädten: Einwohnerzahlen von 1834 bis 2018 | Großaltenstädten: Einwohnerzahlen von 1834 bis 2018 | Großaltenstädten: Einwohnerzahlen von 1834 bis 2018 |
| --- | --------------------------------------------------- | --------------------------------------------------- | --------------------------------------------------- | --------------------------------------------------- |
| Jahr |                                                     |                                                     |                                                     | Einwohner                                           |
| 1834 | 1834                                                |                                                     | 460                                                 | 460                                                 |
| 1840 | 1840                                                |                                                     | 418                                                 | 418                                                 |
| 1846 | 1846                                                |                                                     | 436                                                 | 436                                                 |
| 1852 | 1852                                                |                                                     | 425                                                 | 425                                                 |
| 1858 | 1858                                                |                                                     | 399                                                 | 399                                                 |
| 1864 | 1864                                                |                                                     | 411                                                 | 411                                                 |
| 1871 | 1871                                                |                                                     | 393                                                 | 393                                                 |
| 1875 | 1875                                                |                                                     | 390                                                 | 390                                                 |
| 1885 | 1885                                                |                                                     | 389                                                 | 389                                                 |
| 1895 | 1895                                                |                                                     | 380                                                 | 380                                                 |
| 1905 | 1905                                                |                                                     | 370                                                 | 370                                                 |
| 1910 | 1910                                                |                                                     | 359                                                 | 359                                                 |
| 1925 | 1925                                                |                                                     | 375                                                 | 375                                                 |
| 1939 | 1939                                                |                                                     | 376                                                 | 376                                                 |
| 1946 | 1946                                                |                                                     | 532                                                 | 532                                                 |
| 1950 | 1950                                                |                                                     | 514                                                 | 514                                                 |
| 1956 | 1956                                                |                                                     | 403                                                 | 403                                                 |
| 1961 | 1961                                                |                                                     | 408                                                 | 408                                                 |
| 1967 | 1967                                                |                                                     | 424                                                 | 424                                                 |
| 1970 | 1970                                                |                                                     | 451                                                 | 451                                                 |
| 1980 | 1980                                                |                                                     | ?                                                   | ?                                                   |
| 1990 | 1990                                                |                                                     | ?                                                   | ?                                                   |
| 2004 | 2004                                                |                                                     | 646                                                 | 646                                                 |
| 2011 | 2011                                                |                                                     | 606                                                 | 606                                                 |
| 2013 | 2013                                                |                                                     | 573                                                 | 573                                                 |
| 2018 | 2018                                                |                                                     | 551                                                 | 551                                                 |
| Datenquelle: Historisches Gemeindeverzeichnis für Hessen: Die Bevölkerung der Gemeinden 1834 bis 1967. Wiesbaden: Hessisches Statistisches Landesamt, 1968. Weitere Quellen: ; nach 1970: Gemeinde Hohenahr:; Zensus 2011 |                                                     |                                                     |                                                     |                                                     |

### Religionszugehörigkeit
Quelle: Historisches Ortslexikon
| • 1834: | 458 evangelische Einwohner                                        |
| • 1961: | 387 evangelische (= 94,85 %), 16 katholische (= 3,92 %) Einwohner |

## Infrastruktur
Durch die Gemarkung verlaufen die Landesstraßen L 3053 und L 3376.
Zur dörflichen Infrastruktur gehört die 1949 errichtete ehemalige Dreschhalle, die heute zum Abstellen landwirtschaftlicher Geräte sowie als Austragungsort der Kirmes dient. Weiter gibt es ein Feuerwehrhaus, ein Vereinsheim mit Tennisplätzen, eine Grillhütte und einen Reitplatz.
Außerhalb des Ortes liegen das Wander- und Erholungsgebiet „Großaltenstädter Heide“, das Naturdenkmal „Hindenburgeiche“ sowie ein Ensemble historischer Grenzsteine namens „Dreiherrensteine“. Ebenfalls zur Gemarkung gehört die ehemalige Wassermühle Pfeffermühle.